# Charles Bolzinger
Charles Bolzinger (* 14. Dezember 2000 in Sète) ist ein französischer Handballspieler, der auf der Position des Torwarts eingesetzt wird.

## Karriere

### Verein
Charles Bolzinger spielte ab 2018 in der zweiten Mannschaft von Montpellier Handball. In der Saison 2018/19 gab er sein Debüt in der ersten französischen Liga. Nachdem er in der zweiten Saison ohne Einsatz bei den Profis geblieben war, kam er ab 2020 vermehrt zu Spielen in der Starligue. Seit März 2021 gehört er fest zur ersten Mannschaft. Mit Montpellier gewann er 2025 die Coupe de France.

### Nationalmannschaft
In der französischen Nationalmannschaft debütierte Bolzinger beim 33:32 gegen Ägypten am 7. Januar 2023 in Orléans, dabei blieb er ohne Einsatzzeit. Bei der anschließenden Weltmeisterschaft 2023 kam er im Vorrundenspiel gegen Saudi-Arabien (41:23) zu ersten Spielminuten. Durch seine Teilnahme am Eröffnungsspiel gegen Co-Gastgeber Polen (26:24) wurde er im Alter von 22 Jahren und einem Monat zum jüngsten französischen Torhüter, der an einem internationalen Turnier teilgenommen hat. Mit Frankreich gewann er die Silbermedaille. Bei der Europameisterschaft 2024 gewann er mit Frankreich die Goldmedaille, dabei kam er in zwei Spielen zum Einsatz. Bei der Weltmeisterschaft 2025, bei der Frankreich Bronze gewann, wurde er in sieben Partien eingesetzt.

## Privates
Sein Taufpate war der 2011 verstorbene Branko Karabatić, Vater der französischen Handballnationalspieler Nikola und Luka, mit denen er an der Weltmeisterschaft 2023 teilnahm. Die Familien wohnten zu Beginn der 2000er Jahre in Frontignan.